# Firminy
Firminy je jugozahodno predmestje Saint-Étienna in občina v jugovzhodnem francoskem departmaju Loire regije Rona-Alpe. Leta 2012 je naselje imelo 17.123 prebivalcev.

## Geografija
Kraj leži v pokrajini Forez ob rečici Ondaine, 12 km jugozahodno od središča Saint-Étienna.

## Uprava
Firminy je sedež istoimenskega kantona, v katerega so poleg njegove vključene še občine Çaloire, Fraisses, Saint-Paul-en-Cornillon in Unieux z 31.335 prebivalci (v letu 2012).
Kanton Firminy je sestavni del okrožja Saint-Étienne.

## Zanimivosti
- cerkev sv. Firmina iz 19. stoletja,
- vrata sv. Petra, ostanek nekdanje cerkve sv. Petra iz 12. stoletja, porušene v letu 1932,
- dvorec Château des Bruneaux z gozdnim parkom iz 15. do 18. stoletja,
- modernistična cerkev sv. Petra, zgrajena leta 1973 po načrtih Le Corbusiera.

## Promet
- železniška postaja Gare de Firminy ob progi Saint-Georges-d'Aurac - Saint-Étienne;